# Гвианские влажные леса
Гвианские влажные леса (NT0125) — экологический регион в восточной части Венесуэлы, Северной Бразилии и Гайане (Гайана, Суринам и Французская Гвиана). Климат района гвианских лесов жаркий и влажный, с двумя сезонами дождей каждый год. Периодически лес страдает от незаконной вырубки и добычи золота.

## Расположение
Экологический регион гвианских влажных лесов покрывает большую часть Гайаны, Суринама, Французской Гвианы, охватывает часть восточной Венесуэлы и северной Бразилии (штаты Пара и Амапа). Общая площадь лесов 51 281 764 га.
Вдоль Атлантического побережья на востоке и на северо-востоке граничит с гвианскими пресноводными заболоченными лесами, мангровыми зарослями Амазонки-Ориноко-Южных Карибов и болотами дельты Ориноко; на северо-западе он примыкает к экологическому региону Льянос, гвианским предгорным и низменным влажным лесам и гвианским нагорным влажным лесам. На юго-западе и местами на юге граничит с гвианской саванной. На юге проходит граница с влажными лесами Уатима-Тромбетас.

## Рельеф и гидрография
Экологический регион расположен к востоку от бассейна Ориноко и охватывает около 65 % северо-восточной части древнего Гвианского плоскогорья. На юге ограничен хребтами Акараи и Тумук-Умак, граница определяет край Амазонской низменности и северную границу Бразилии. Небольшая часть лесов расположена в нижнем бассейне Амазонки. Реки Эссекибо, Корантейн, Марони и Ояпок протекают по территории гвианских влажных лесов и впадают в Атлантический океан.
Рельеф местности представляет собой в основном равнины или невысокие холмы, присутствуют тепуи.
В западно-центральной части региона расположен Серра-Пакарайма — горный массив со средней высотой 1000 метров.

## Экология
Гвианские влажные леса расположены в неотропиках и в области влажных тропических лесов.
Данный регион является частью глобального экологического региона гвианских влажных лесов, куда также входя заболоченные леса Парамарибо и лесные болота дельты Ориноко.

### Климат
По классификации климатов Кёпплена — «Af»: экваториальный, полностью влажный.
Северо-восточные пассаты приносят влажность с Атлантического океана.
Годовое количество осадков колеблется от 2000 до 4000 мм с двумя сезонами дождей в декабре-январе и мае-августе. В Центральном заповеднике Суринама температура колеблется слабо.
Минимальная среднегодовая температура 21,5 °C, максимальная — 30,5 °C. при среднем значении 26C.
Годовое количество осадков — 2700 мм. Месячная норма осадков варьируется от 54,3 мм в октябре до 406,3 мм в мае.

### Флора
Региона расположен преимущественно на территории равнинных или предгорных тропических лесов.
Всего известно около 8000 видов растений, растительный мир разнообразен.
Верхние ярусы леса могут достигать высоты 40 метров.
Деревья в основном вечнозеленые, однако могут сбрасывать листья в сухой сезон.
На деревьях произрастает множество эпифитов, существует большое разнообразие паразитов.
Наиболее распространённые семейства: бигнониевые, бомбаксовые, молочайные, тутовые, стеруклиевые, лавровые, вошизиевые, сапотовые, лецитисовые, бобовые, комбретовые, анакардиевые, мареновые, мелиевые, сапиндовые, анноновые и пальмовые.
Большое разнообразие растений наблюдается на юге и в коммуне Саюль в центральной части французской Гвианы. В коммуне Саюль более чем 150 растений-эндемиков и растений, адаптированных к умеренным температурам. На территории коммуны также широко распространены различные виды пальм, в том числе Astrocaryum mumbaca, Astrocaryum munbaca, Maximiliana maripa, Iriartea excrrhiza и Bactris sphaerocarpa, которых нет в Суринаме.
Леса содержат участки саванн; особенно это явление распространено в Суринаме, где в плейстоцене саванны занимали почти всю территорию, за исключением речных долин и высокогорных рефугиумов. В начале голоцена климат изменился на нынешний, и теперь саванны занимают лишь 1 % территории страны.
Несмотря на небольшую площадь, в Суринаме более 800 саванных видов растений.

### Фауна
В одной только Гайане было идентифицировано более 220 видов млекопитающих, более сотни из которых — летучие мыши. Среди видов-эндемиков можно отметить рыжего мышиного опоссума (Marmosa lepida), шестипоясного броненосца (Euphractus sexcinctus), краснорукого тамарина (Saguinus midas), бледного саки (Pithecia pithecia), краснолицую коату (Ateles paniscus), белку-крошку (Sciurillus pusillus), Oligoryzomys delicatus, гвианскую щетинистую мышь (Neacomys guianae), байский дикобраз (Coendou insidiosus), белолицую древесную крысу (Echimys chrysurus), листоносую мышь Шульца (Lophostoma schulzi) и рыжего широкоморда (Molossops neglectus). Среди редких млекопитающих также можно отметить черноспинного саки (Chiropotes satanas) и бразильскую выдру (Pteronura brasiliensis).
Для этих лесов характерно и большое разнообразие видов птиц: похожее количество наблюдается в Гайане и северных Андах, среди них можно выделить гвианского скального петушка (Rupicola rupicola) или гоацина (Opisthocomus hoazin) на Амазонской низменности.
Среди хищников встречаются гарпии (Harpia harpyja) и хохлатые орлы (Morphnus guianensis).
Под угрозой исчезновения находятся солнечная аратинга (Aatinga solstitialis) и желтобрюхую вьюрковую овсянку (Sporophila nigricollis).
В лесах обитает также находящийся под угрозой исчезновения черный кайман (Melanosuchus Нигер) и желто-пятнистые речные черепахи (Podocnemis unifilis), квакши, древолазы (Dendrobatidae) и свистуновые.

## Статус
Всемирный фонд дикой природы оценил состояние данного экологического региона как «относительно стабильное».
В 1996 году были предприняты определённые меры, для защиты леса от незаконной вырубки, в Суринаме было организовано несколько природоохранных зон, в связи с ростом «антропогенного давления на окружающую среду».
Гайана является крупным экспортером диких птиц.
Основные угрозы исходят от нелегальной добычи золота и вырубка лесов вдоль неконтролируемой гайано-венесуэльской и гайано-бразильской границы.